# Dolmen von Ronc Traoucat

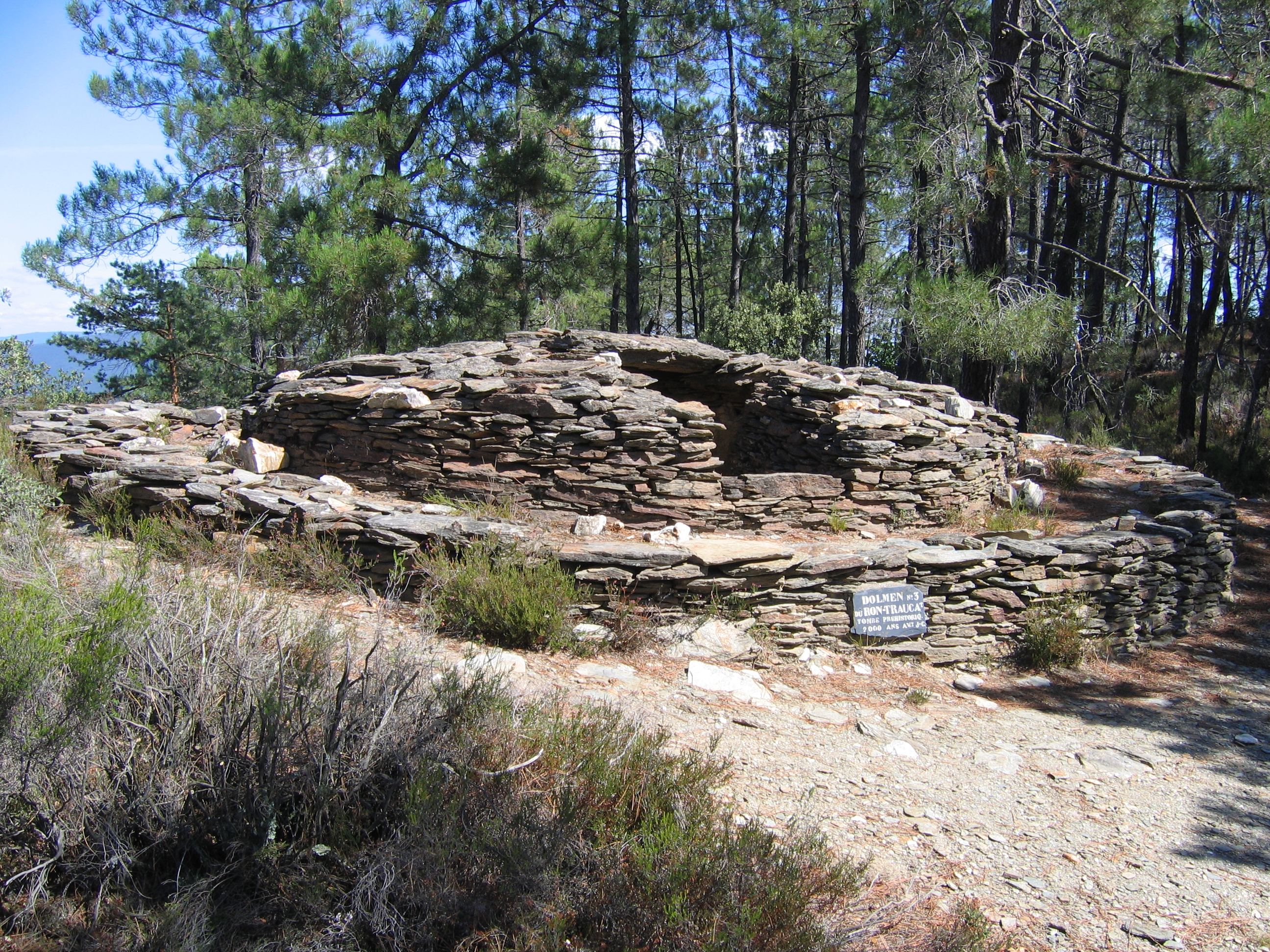
Der wiederhergestellte Dolmen Nr. 3 in Ronc Traoucat

Die sechs Dolmen von Ronc Traoucat bilden eine Nekropole aus runden oder ovalen Cairns bei La Grand-Combe in den Cevennen, im Département Gard in der in französischen Region Okzitanien. Dolmen ist in Frankreich der Oberbegriff für Megalithanlagen aller Art (siehe: Französische Nomenklatur).
Die oft von einem 0,5–0,8 Meter hohen Podium aus sauber gesetzten Randsteinen umgebenden Dolmen mit Korridor (französisch Dolmen à couloir) sind für Regionen des Midi (insbesondere as Département Pyrénées-Orientales) typisch. Meist besteht nur die Dolmenkammer aus Megalithen. Bei den Anlagen „la Creu de la Llosa“ (Dolmen bei Saint-Michel-de-Llotes) und Dolmen du Molí del Vent („die Windmühle“; bei Bélesta) ist deutlich erkennbar, dass Cairnmaterial abgetragen wurde. Der Hügel bestand aus Trockenmauerwerk und lose geschichteten Platten aus glimmerartigem Stein.
In Ronc Traoucat:
- sind die Dolmen 1, 2 und 4 fast völlig zerstört (einige Steine der Umrandung stehen).
- hat der Dolmen 5 einen etwas besseren Erhaltungsgrad.
- sind die Dolmen 3 und 6 als Rekonstruktionen wiederhergestellt.

Die Dolmen von Ronc Traoucat wurden in der Bronzezeit (etwa 2700–1800 v. Chr.) errichtet und während der Eisenzeit nachgenutzt. Die späten Dolmen stehen in Südfrankreich in der Tradition der Epi-Chassey-Lagozza-Cortaillod-Kulturen.
In der Nähe liegen folgende Nekropolen:
- la Grande Pallières
- Montcalm
- Peyraube
- Robinson